# The Invisible Circus
The Invisible Circus en español El circo invisible es una película de drama que fue estrenada en 2001, dirigida por Adam Brooks y protagonizada por Cameron Diaz, Jordana Brewster, Moritz Bleibtreu y Christopher Eccleston. Está basada en la novela homónima de la escritora estadounidense Jennifer Egan.

## Argumento
Phoebe es una inquieta adolescente marcada por la muerte de Faith, su adorable hermana mayor que murió mientras estaba viajando por toda Europa. Dispuesta a averiguar la verdad que esconde el fallecimiento de Faith, Phoebe emprende un viaje por el Viejo Continente, siguiendo la huella de su hermana y de su novio Wolf. Reviviendo la situación política europea de los años 60, Phoebe a través del tiempo descubre varias pistas que le permiten descifrar la vida de su hermana.

## Reparto
- Cameron Diaz... Faith
- Jordana Brewster... Phoebe
- Christopher Eccleston... Wolf
- Blythe Danner... Gail
- Isabelle Pasco... Claire

- Datos: Q1326554